# Mikania
Mikania é um género botânico pertencente à família Asteraceae.

## Espécies selecionadas
- Mikania amara
- Mikania banisteriae
- Mikania batatifolia
- Mikania chimborazensis
- Mikania cordata
- Mikania cuencana
- Mikania glomerata
- Mikania guaco
- Mikania hookeriana
- Mikania laevigata
- Mikania latifolia
- Mikania micrantha
- Mikania ovalis
- Mikania scandens
- Mikania speciosa
- Mikania tafallana

1. ↑  «Mikania — World Flora Online». www.worldfloraonline.org. Consultado em 19 de agosto de 2020